# Kitti Kudor
Kitti Kudor (n. 22 ianuarie 1988, în Debrețin) este o handbalistă maghiară care joacă pentru clubul DVSC-TVP, în prima divizie din Ungaria. Kudor evoluează pe postul de coordonator de joc.

## Palmares
- Cupa EHF:                           
  - Finalistă: 2006

- Cupa Cupelor EHF:                           
  - Sfert-finalistă: 2011

## Premii personale
- Cea mai bună handbalistă la Memorialul Tomáš Jakubčo: 2015[2]